# 塔拉·康納
塔拉·伊丽莎白·康纳（英語： Tara Elizabeth Conner，1985年12月18日—) ，是一位美國女模特兒。

## 早年生活
她出生於美國德克薩斯州的達拉斯。當她六歲的時候，塔拉的家搬到肯塔基州的拉塞爾郡。
塔拉·康納曾說她在14歲的時候，她的父母彼此分居，加上她的祖父也已經過世，在那時她開始有藥物濫用的情形。她在2004年從拉塞爾郡高中畢業後，在她贏得美國小姐的那個時間，她當時正在攻讀索默塞特社區學院的工商管理學位文憑。

## 現況
2013年6月6日，她受邀前往Syosset High School，與畢業生談論藥物濫用的負面影響。
她目前在運動員頻道上的電視節目擔任現場主持人，所主持的節目是 the popular Amazing America Program airing。

## 軼事
2006年12月，塔拉·康纳被曝光違反美國小姐選美比賽合约，体重暴涨、混跡派對與飲酒。但美國小姐選美比賽的擁有人唐納·川普給了她第二次機會，康纳得以繼續擁有她的美國小姐后冠。

## 外部連結
- Official Miss Kentucky USA website （页面存档备份，存于）
- Miss USA official website
- Tara Conner在互联网电影资料库（IMDb）上的資料（英文）
- 塔拉·康納的X（前Twitter）
- Tara Conner的Facebook專頁